# Peggen Andersson
Per-Gunnar "Peggen" Andersson, född 15 augusti 1957 i Falkenberg, är en svensk racerförare.
Peggen har vunnit SM för standardvagnar fyra gånger och NM lika många gånger. Han har även varit drivande i arbetet som möjliggjorde starten av STCC. Peggen har kört Volvo i 10 år, och BMW i 13 år. Han blev thailändsk mästare i en Volvo 240 Turbo 1988, en bilmodell han även tävlat med i tyska DTM.

Peggen sitter sedan 2016 med i Svenska Bilsportförbundets styrelse.